# 貝縣 (密歇根州)
貝縣（英語：Bay County）是美国密西根州東部的一個郡，位於休伦湖薩吉諾灣西岸，而這也是縣名的由來，面積1,634平方公里。根據2020年美國人口普查，共有人口10萬3,856人。縣治貝城。該縣成立於1857年2月17日。